# Echo (Xawery Wolski)
Echo je  bronzová plastika, která se nachází uprostřed kruhového objezdu na ulici Bitwy pod Plowcami u Parku Hestii ve čtvrti Karlikowo v Sopotech v Polsku. Autorem díla je polský sochař Xawery Wolski (*1960).

## Popis a historie díla

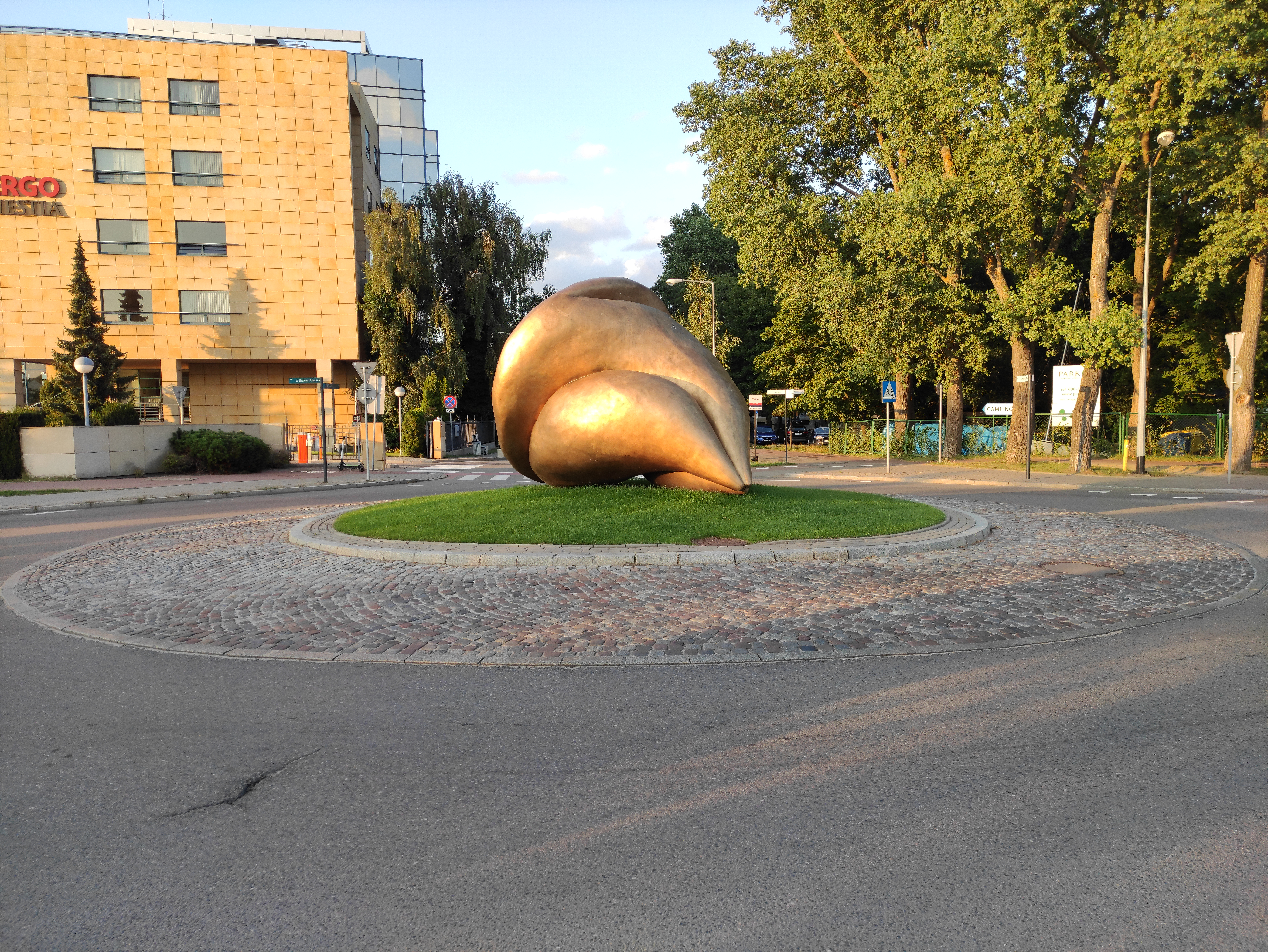

Stavba rozměrné a téměř 4 metry vysoké bronzové plastiky byla podpořena nadací Fundacja Artystyczna Podróż Hestii a splnila se tak dlouhodobá autorova touha instalovat své dílo v Sopotech. Dílo, které vzniklo v roce 2021, připomíná hlásnou troubu nebo ucho. Nicméně, u místních vyvolalo také negativní reakce. Echo je umístěné na velmi frekventované pobřežní silnici. Dílo se stalo novou dominantou a atrakcí Sopot.

## Další informace
Stavba se nachází vedle populárního sopotského autokempu Sopot 45 nedaleko pobřeží Baltského moře.